# Poindimié
Poindimié is een gemeente in Nieuw-Caledonië en telt 4.868 inwoners (2014). De oppervlakte bedraagt 673,1 km², de bevolkingsdichtheid is 7,2 inwoners per km².